# Teatro Lirico
Teatro Lirico (do roku 1894 Teatro alla Canobbiana či Teatro alla Cannobiana) je divadlo v Miláně. V 19. a na začátku 20. století bylo věnováno téměř výhradně opeře. V roce 1998 bylo uzavřeno. Od roku 2007 je plánována přestavba divadla, která měla být dokončena v roce 2009. Na počátku roku 2017 však ještě nebylo divadlo otevřeno. V nové podobě má nést jméno populárního italského zpěváka a kytaristy Giorgii Gabera.

## Historie

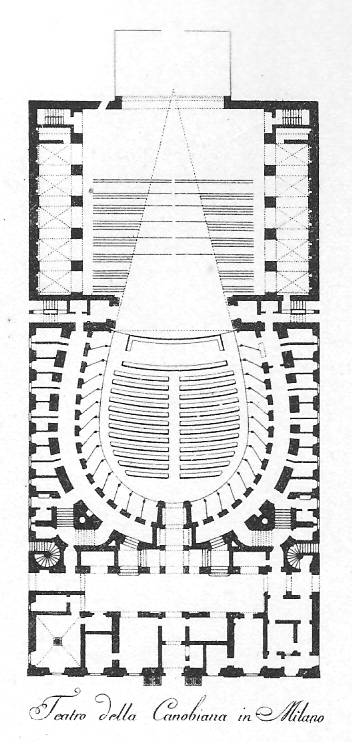
Divadlo v roce 1789

Milánské dvorní divadlo Teatro Regio Ducale vyhořelo 26. února 1776. Arcivévoda Ferdinand Karel Habsbursko-Lotrinský, syn Marie Terezie, navrhl aby město Milán postavilo náhradou hned divadla dvě. Jedno velké, hlavní, ušlechtilé ("nobile") v místě nádvoří bývalého kostela Santa Maria alla Scala, (dnešní Teatro alla Scala a druhé prostší, populární ("popolare") na místě bývalé školy Scuole Cannobiane a tedy nazvané Teatro alla Canobbiana. Projektem byl pověřen dvorní architekt Giuseppe Piermarini. Stavba probíhala v letech 1776–1779.
Bylo otevřeno 21. srpna 1779 (přibližně rok po otevření Scaly) komickou operou Antonia Salieriho Il talismano. Podobně jako Scala a většina tehdejších divadel bylo hlediště tvaru podkovy se čtyřmi řadami lóží a galerií. Po téměř jedno století to byla druhá operní budova ve městě.
V osmdesátých letech 19. století divadlo upadalo pro nedostatek veřejných fondů a klesající počet soukromých předplatitelů. V roce 1894 koupil divadlo Edoardo Sonzogno a přejmenoval je na Teatro Lirico Internazionale, zkráceně Teatro Lirico. V divadle se pak hrály opery, balet i činohry ještě ve 20. století. V roce 1926 divadlo převzalo město Milán a stále více bylo používáno pro veřejná shromáždění. Právě v tomto divadle Benito Mussolini pronesl v roce 1921 jeden ze svých prvních proslovů a v roce 1944 i proslov poslední. V roce 1938 divadlo vyhořelo, ale bylo opraveno včas, aby mohlo suplovat La Scalu poškozenou spojeneckým bombardováním během 2. světové války.
Divadelní představení a veřejná shromáždění pokračovaly v divadle i po válce. V šedesátých letech hostil v budově soubor Giorgio Strehlera Piccolo Teatro di Milano. S důvodu finančních potíží bylo divadlo v roce 1998 uzavřeno. Od toho roku se datují plány na rekonstrukci divadla. Po mnoha odkladech byla rekonstrukce divadla zahájena v roce 2007. Nicméně po několika přerušeních není stále dokončena. Rekonstruované divadlo má nést název Teatro Lirico Giorgio Gaber na počest milánského zpěváka, skladatele, herce a dramatika, který v šedesátých letech 20. století v divadle často vystupoval. V divadle bude také umístěn archiv Nadace Giorgia Gabera.

## Operní premiéry
- Antonio Salieri: Il talismano (1779)
- Gennaro Astarita: Non si fa, ma si prova (1791)
- Francesco Pollini: La casetta nei boschi (1798)
- Giacomo Cordella: Gli avventurieri (1825)
- Nicola Vaccai: Giulietta e Romeo (1825)
- Stefano Pavesi: La donna bianca di Avenello (1830)
- Gaetano Donizetti: Le convenienze ed inconvenienze teatrali (1831)
- Cesare Pugni: Il disertore svizzero, o La nostalgia (1831)
- Luigi Ricci: La neve (1831)
- Gaetano Donizetti: L'elisir d'amore (1832)
- Cesare Pugni: I contrabbandiere (1833)
- Cesare Pugni: Un episodio di San Michele (1834)
- Angelo Frondoni: Un terno al lotto (1835)
- Lauro Rossi: Leocadia (1835)
- Alberto Mazzucato: Don Chisciotte (1836)
- Pietro Antonio Coppola: La bella Celeste degli Spadari (1837)
- Alessandro Nini: La marescialla d'Ancre (1847)
- Lauro Rossi: Il domino nero (1849)
- Antonio Cagnoni: La valle d'Andorra (1851)
- Lauro Rossi: La sirena (1855)
- Emanuele Muzio: Le due regine (1856)
- Carlo Pedrotti: Guerra in quattro (1861)
- Antonio Cagnoni: Claudia (1866)
- Giacomo Rust: La zingara rivale (1867)
- Francesco Cilea: L'arlesiana (1897)
- Umberto Giordano: Il voto (1897)
- Umberto Giordano: Fedora (1898)
- Ruggero Leoncavallo: Zazá (1900)
- Francesco Cilea: Adriana Lecouvreur (1902)
- Lorenzo Filiasi: Manuel Menendez (1904)
- Umberto Giordano: Marcella (1907)
- Franz Lehár: La danza della libellule (1922)
- Franz Lehár: Gigolette (1926)